# (7448) Pöllath
(7448) Pöllath est un astéroïde de la ceinture principale.

## Description
(7448) Pöllath est un astéroïde de la ceinture principale. Il fut découvert le 14 janvier 1948 au Mont Wilson par Walter Baade. Il présente une orbite caractérisée par un demi-grand axe de 2,30 UA, une excentricité de 0,16 et une inclinaison de 24,6° par rapport à l'écliptique.

## Compléments